# 岡山県道457号吉田御津線
岡山県道457号吉田御津線（おかやまけんどう457ごう よしだみつせん）は、岡山県岡山市北区を通る一般県道である。

## 概要
岡山市北区建部町吉田と岡山市北区御津地域矢原を結ぶ。
全線にわたり1車線ではあるものの幅員はそれなりに確保されているが北区御津新庄で田村砕石工業の隣接地を経由しているため以南の道路ではダンプカーの通行があり走行には注意が必要である。田村砕石工業の隣接地には「採石場隣接地につき気をつけてお通りください」との看板が立っている。

### 路線データ
- 起点：岡山県岡山市北区建部町吉田（土師方口（はじかたぐち）交差点、国道53号交点）
- 終点：岡山県岡山市北区御津矢原（岡山県道53号御津佐伯線交点）
- 総延長：7.1 km

## 歴史
- 1974年（昭和49年）7月9日 - 岡山県告示第710号により認定される。
- 2005年（平成17年）3月22日 - 御津郡御津町が岡山市に編入される。
- 2007年（平成19年）1月22日 - 御津郡建部町が岡山市に編入される。

## 地理

### 通過する自治体
- 岡山市（北区）

### 交差する道路
| 交差する道路           | 交差する場所 | 交差する場所                          |
| ---------------------- | ------------ | ------------------------------------- |
| 国道53号               | 建部町吉田   | 土師方口（はじかたぐち）交差点 / 起点 |
| 岡山県道53号御津佐伯線 | 御津矢原     | 終点                                  |

### 沿線
- 旭川
- 岡山市立竹枝小学校